# FIS Cup w skokach narciarskich 2021/2022
FIS Cup w skokach narciarskich 2021/2022 – 17. edycja FIS Cupu, która rozpoczęła się 3 lipca 2021 w Otepää, a zakończyła 27 lutego 2022 w Oberhofie. W ramach cyklu rozegrane zostały 23 konkursy (12 latem, 11 zimą).
Oficjalny kalendarz cyklu został zatwierdzony 1 czerwca 2021 podczas Kongresu FIS przeprowadzonego online.
Zaplanowane na 15-16 lipca zawody w Finlandii organizowane były przez Chiński Związek Narciarski. Miały one zostać pierwotnie rozegrane w Lahti, jednak zostały przeniesione do Kuopio. W pierwotnej wersji kalendarza planowano rozgrywanie zawodów we Francji na czterech różnych obiektach w trzech miejscowościach. W czerwcu zrezygnowano z konkursu w Prémanon, w zamian dołączając do kalendarza dodatkowe zawody w Chaux-Neuve.
W lipcu poinformowano o odwołaniu zaplanowanych na 25-26 września 2021 zawodów w Pjongczangu. W sierpniu odwołane zostały 4 konkursy zaplanowane na październik 2021 we Francji. W zamian za zawody w Pjongczangu zostały zaplanowane dodatkowe konkursy 25-26 września w Lahti, podobnie jak te w Kuopio organizowane przez Chiński Związek Narciarski.
Zawody w Zakopanem zaplanowane na 8-9 stycznia 2022 na Wielkiej Krokwi zostały odwołane z powodu wysokich temperatur i opadów deszczu. Z kolei konkurs zaplanowany na 30 stycznia 2022 w Zakopanem na Średniej Krokwi odwołano ze względu na silny wiatr.

## Kalendarz zawodów
| Lp.                                                             | Data                                                            | Miejscowość                                                     | HS                                                              | Uwagi                                                           | 1. miejsce        | 2. miejsce                  | 3. miejsce       |
| --------------------------------------------------------------- | --------------------------------------------------------------- | --------------------------------------------------------------- | --------------------------------------------------------------- | --------------------------------------------------------------- | ----------------- | --------------------------- | ---------------- |
| 1.                                                              | 3 lipca 2021                                                    | Otepää                                                          | HS-97                                                           | –                                                               | Mika Schwann      | Luca Roth                   | Justin Lisso     |
| 2.                                                              | 4 lipca 2021                                                    | Otepää                                                          | HS-97                                                           | –                                                               | Mika Schwann      | Justin Lisso                | Luca Roth        |
| 3.                                                              | 15 lipca 2021                                                   | Kuopio                                                          | HS-100                                                          | [ a ]                                                           | Thomas Lackner    | Mika Schwann                | Clemens Leitner  |
| 4.                                                              | 16 lipca 2021                                                   | Kuopio                                                          | HS-127                                                          | [ a ]                                                           | Eetu Nousiainen   | Philipp Raimund             | Mika Schwann     |
| 5.                                                              | 28 sierpnia 2021                                                | Einsiedeln                                                      | HS-117                                                          | –                                                               | Thomas Diethart   | Clemens Aigner              | Felix Hoffmann   |
| 6.                                                              | 29 sierpnia 2021                                                | Einsiedeln                                                      | HS-117                                                          | –                                                               | Clemens Aigner    | Felix Hoffmann              | Thomas Diethart  |
| 7.                                                              | 4 września 2021                                                 | Ljubno                                                          | HS-94                                                           | –                                                               | Janni Reisenauer  | Maksim Bartolj Julijan Smid | —                |
| 8.                                                              | 5 września 2021                                                 | Ljubno                                                          | HS-94                                                           | –                                                               | Francisco Mörth   | Maksim Bartolj              | Jan Habdas       |
| 9.                                                              | 18 września 2021                                                | Villach                                                         | HS-98                                                           | –                                                               | Janni Reisenauer  | Maksim Bartolj              | Thomas Lackner   |
| 10.                                                             | 19 września 2021                                                | Villach                                                         | HS-98                                                           | –                                                               | Janni Reisenauer  | Francisco Mörth             | Thomas Diethart  |
| 11.                                                             | 25 września 2021                                                | Lahti                                                           | HS-100                                                          | [ a ]                                                           | André Fussenegger | Felix Hoffmann              | Janni Reisenauer |
| 12.                                                             | 26 września 2021                                                | Lahti                                                           | HS-100                                                          | [ a ]                                                           | André Fussenegger | Felix Hoffmann              | Jan Habdas       |
| —                                                               | 25 września 2021                                                | Pjongczang                                                      | HS-109                                                          | –                                                               | odwołany          | odwołany                    | odwołany         |
| —                                                               | 26 września 2021                                                | Pjongczang                                                      | HS-109                                                          | –                                                               | odwołany          | odwołany                    | odwołany         |
| —                                                               | 2 października 2021                                             | Chaux-Neuve                                                     | HS-118                                                          | –                                                               | odwołany          | odwołany                    | odwołany         |
| —                                                               | 3 października 2021                                             | Chaux-Neuve                                                     | HS-118                                                          | –                                                               | odwołany          | odwołany                    | odwołany         |
| —                                                               | 9 października 2021                                             | Courchevel                                                      | HS-96                                                           | –                                                               | odwołany          | odwołany                    | odwołany         |
| —                                                               | 10 października 2021                                            | Courchevel                                                      | HS-135                                                          | –                                                               | odwołany          | odwołany                    | odwołany         |
| 13.                                                             | 13 listopada 2021                                               | Falun                                                           | HS-100                                                          | –                                                               | Peter Resinger    | Francisco Mörth             | Justin Lisso     |
| 14.                                                             | 14 listopada 2021                                               | Falun                                                           | HS-100                                                          | –                                                               | Maximilian Ortner | Jan Habdas Clemens Aigner   | —                |
| 15.                                                             | 11 grudnia 2021                                                 | Kandersteg                                                      | HS-106                                                          | –                                                               | Francisco Mörth   | Timon-Pascal Kahofer        | Clemens Aigner   |
| 16.                                                             | 12 grudnia 2021                                                 | Kandersteg                                                      | HS-106                                                          | –                                                               | Elias Medwed      | Clemens Aigner              | Francisco Mörth  |
| 17.                                                             | 17 grudnia 2021                                                 | Notodden                                                        | HS-98                                                           | –                                                               | Clemens Aigner    | Francisco Mörth             | Hannes Landerer  |
| 18.                                                             | 18 grudnia 2021                                                 | Notodden                                                        | HS-98                                                           | –                                                               | Clemens Aigner    | Markus Rupitsch             | Mika Schwann     |
| —                                                               | 8 stycznia 2022                                                 | Zakopane                                                        | HS-140                                                          | [ b ]                                                           | odwołany          | odwołany                    | odwołany         |
| —                                                               | 9 stycznia 2022                                                 | Zakopane                                                        | HS-140                                                          | [ b ]                                                           | odwołany          | odwołany                    | odwołany         |
| 19.                                                             | 29 stycznia 2022                                                | Zakopane                                                        | HS-105                                                          | –                                                               | Jonas Schuster    | Niklas Bachlinger           | Mark Hafnar      |
| —                                                               | 30 stycznia 2022                                                | Zakopane                                                        | HS-105                                                          | –                                                               | odwołany          | odwołany                    | odwołany         |
| 20.                                                             | 19 lutego 2022                                                  | Villach                                                         | HS-98                                                           | –                                                               | Janni Reisenauer  | Stefan Rainer               | Marco Wörgötter  |
| 21.                                                             | 20 lutego 2022                                                  | Villach                                                         | HS-98                                                           | –                                                               | Janni Reisenauer  | Patrik Vitez                | Stefan Rainer    |
| 22.                                                             | 26 lutego 2022                                                  | Oberhof                                                         | HS-100                                                          | –                                                               | Claudio Haas      | Mika Schwann                | Clemens Leitner  |
| 23.                                                             | 27 lutego 2022                                                  | Oberhof                                                         | HS-100                                                          | –                                                               | Mika Schwann      | Clemens Leitner             | Markus Rupitsch  |
| FIS Cup w skokach narciarskich 2021/2022 – klasyfikacja końcowa | FIS Cup w skokach narciarskich 2021/2022 – klasyfikacja końcowa | FIS Cup w skokach narciarskich 2021/2022 – klasyfikacja końcowa | FIS Cup w skokach narciarskich 2021/2022 – klasyfikacja końcowa | FIS Cup w skokach narciarskich 2021/2022 – klasyfikacja końcowa | Francisco Mörth   | Mika Schwann                | Janni Reisenauer |

## Statystyki indywidualne
| Zawodnik | Otepää 03.07 | Otepää 04.07 | Kuopio 15.07 | Kuopio 16.07 | Einsiedeln 28.08 | Einsiedeln 29.08 | Ljubno 04.09 | Ljubno 05.09 | Villach 18.09 | Villach 19.09 | Lahti 25.09 | Lahti 26.09 | Falun 13.11 | Falun 14.11 | Kandersteg 11.12 | Kandersteg 12.12 | Notodden 17.12 | Notodden 18.12 | Zakopane 29.01 | Villach 19.02 | Villach 20.02 | Oberhof 26.02 | Oberhof 27.02 |         |         |         |         |         |         |
| Austria | Austria      | Austria      | Austria      | Austria      | Austria          | Austria          | Austria      | Austria      | Austria       | Austria       | Austria     | Austria     | Austria     | Austria     | Austria          | Austria          | Austria        | Austria        | Austria        | Austria       | Austria       | Austria       | Austria       | Austria | Austria | Austria | Austria | Austria | Austria |
| --- | ------------ | ------------ | ------------ | ------------ | ---------------- | ---------------- | ------------ | ------------ | ------------- | ------------- | ----------- | ----------- | ----------- | ----------- | ---------------- | ---------------- | -------------- | -------------- | -------------- | ------------- | ------------- | ------------- | ------------- | ------- | ------- | ------- | ------- | ------- | ------- |
| Clemens Aigner | –            | –            | –            | –            | 2                | 1                | –            | –            | –             | –             | –           | –           | 7           | 2           | 3                | 2                | 1              | 1              | –              | –             | –             | –             | –             |         |         |         |         |         |         |
| Xaver Aigner | –            | –            | –            | –            | –                | –                | –            | –            | 26            | 28            | –           | –           | –           | –           | –                | –                | –              | –              | –              | 11            | 14            | 11            | 17            |         |         |         |         |         |         |
| Niklas Bachlinger | –            | –            | –            | –            | –                | –                | –            | –            | –             | –             | –           | –           | –           | –           | –                | –                | 10             | 8              | 2              | –             | –             | –             | –             |         |         |         |         |         |         |
| Thomas Diethart | –            | –            | –            | –            | 1                | 3                | –            | –            | 7             | 3             | –           | –           | –           | –           | –                | –                | –              | –              | –              | –             | –             | –             | –             |         |         |         |         |         |         |
| Stephan Embacher | –            | –            | –            | –            | –                | –                | –            | –            | –             | –             | –           | –           | –           | –           | –                | –                | –              | –              | –              | 32            | 31            | –             | –             |         |         |         |         |         |         |
| Elia Ernst | –            | –            | –            | –            | –                | –                | –            | –            | –             | –             | –           | –           | –           | –           | –                | –                | –              | –              | –              | 39            | 52            | –             | –             |         |         |         |         |         |         |
| André Fussenegger | –            | –            | –            | –            | –                | –                | –            | –            | 5             | 7             | 1           | 1           | –           | –           | –                | –                | –              | –              | 20             | –             | –             | –             | –             |         |         |         |         |         |         |
| David Haagen | –            | –            | –            | –            | –                | –                | –            | –            | –             | –             | –           | –           | –           | –           | –                | –                | –              | –              | dsq            | –             | –             | –             | –             |         |         |         |         |         |         |
| Lukas Haagen | –            | –            | –            | –            | –                | –                | –            | –            | –             | –             | –           | –           | –           | –           | –                | –                | –              | –              | –              | 37            | 29            | –             | –             |         |         |         |         |         |         |
| Michael Hofer-Zauner | –            | –            | –            | –            | –                | –                | –            | –            | 66            | 39            | –           | –           | –           | –           | –                | –                | –              | –              | –              | 50            | 57            | –             | –             |         |         |         |         |         |         |
| Stefan Huber | –            | –            | –            | –            | 5                | 5                | 20           | 33           | –             | –             | –           | –           | –           | –           | –                | –                | –              | –              | –              | –             | –             | –             | –             |         |         |         |         |         |         |
| Tobias Hussl | –            | –            | –            | –            | –                | –                | –            | –            | –             | –             | –           | –           | –           | –           | –                | –                | –              | –              | –              | 50            | 46            | –             | –             |         |         |         |         |         |         |
| Timon-Pascal Kahofer | –            | –            | –            | –            | –                | –                | –            | –            | –             | –             | –           | –           | –           | –           | 2                | 10               | 8              | 12             | –              | –             | –             | –             | –             |         |         |         |         |         |         |
| Dominik Kulmitzer | –            | –            | –            | –            | –                | –                | –            | –            | 21            | 23            | –           | –           | –           | –           | –                | –                | –              | –              | –              | 35            | 37            | –             | –             |         |         |         |         |         |         |
| Thomas Lackner | –            | –            | 1            | 11           | –                | –                | –            | –            | 3             | 9             | –           | –           | –           | –           | –                | –                | –              | –              | –              | –             | –             | –             | –             |         |         |         |         |         |         |
| Hannes Landerer | –            | –            | –            | –            | –                | –                | 6            | 8            | 17            | 18            | –           | –           | 8           | 7           | 4                | 9                | 3              | 7              | 8              | –             | –             | –             | –             |         |         |         |         |         |         |
| Clemens Leitner | –            | –            | 3            | 16           | 8                | 10               | –            | –            | 33            | 4             | –           | –           | 10          | 11          | –                | –                | 13             | 13             | –              | 4             | 10            | 3             | 2             |         |         |         |         |         |         |
| Maximilian Lienher | –            | –            | –            | –            | –                | –                | 27           | 44           | 20            | 40            | –           | –           | 9           | 13          | 11               | 18               | –              | –              | –              | –             | –             | –             | –             |         |         |         |         |         |         |
| Elias Medwed | –            | –            | –            | –            | 6                | 7                | –            | –            | 4             | 11            | –           | –           | –           | –           | 5                | 1                | –              | –              | –              | 19            | 19            | 4             | 7             |         |         |         |         |         |         |
| Florian Mittendorfer | –            | –            | –            | –            | –                | –                | 15           | 38           | 42            | 22            | –           | –           | –           | –           | –                | –                | –              | –              | –              | –             | –             | –             | –             |         |         |         |         |         |         |
| Francisco Mörth | –            | –            | –            | –            | 4                | 4                | 5            | 1            | 8             | 2             | 5           | 5           | 2           | 26          | 1                | 3                | 2              | 5              | –              | –             | –             | –             | –             |         |         |         |         |         |         |
| Markus Müller | 10           | 6            | 15           | 4            | –                | –                | –            | –            | –             | –             | –           | –           | 23          | 32          | –                | –                | –              | –              | –              | –             | –             | –             | –             |         |         |         |         |         |         |
| Louis Obersteiner | –            | –            | –            | –            | –                | –                | –            | –            | 27            | 23            | 6           | 4           | –           | –           | –                | –                | –              | –              | 32             | –             | –             | 6             | 4             |         |         |         |         |         |         |
| Maximilian Ortner | 7            | 11           | –            | –            | –                | –                | 10           | 14           | 50            | 17            | –           | –           | 5           | 1           | –                | –                | –              | –              | –              | –             | –             | –             | –             |         |         |         |         |         |         |
| Johannes Pölz | –            | –            | –            | –            | –                | –                | –            | –            | –             | –             | –           | –           | –           | –           | –                | –                | –              | –              | –              | 55            | 36            | –             | –             |         |         |         |         |         |         |
| Stefan Rainer | 9            | 7            | 16           | 7            | –                | –                | –            | –            | –             | –             | –           | –           | –           | –           | –                | –                | –              | –              | –              | 2             | 3             | –             | –             |         |         |         |         |         |         |
| Janni Reisenauer | –            | –            | –            | –            | –                | –                | 1            | 4            | 1             | 1             | 3           | 6           | –           | –           | –                | –                | –              | –              | –              | 1             | 1             | –             | –             |         |         |         |         |         |         |
| Peter Resinger | –            | –            | –            | –            | 10               | 21               | 18           | 19           | dns           | –             | –           | –           | 1           | 5           | 24               | 14               | 19             | 4              | 17             | 7             | 6             | 7             | 8             |         |         |         |         |         |         |
| Markus Rupitsch | 4            | 5            | 9            | 5            | dns              | –                | –            | –            | –             | –             | –           | –           | 15          | 9           | 12               | 4                | 5              | 2              | –              | –             | –             | 5             | 3             |         |         |         |         |         |         |
| Jonas Schuster | –            | –            | –            | –            | –                | –                | –            | –            | –             | –             | –           | –           | –           | –           | –                | –                | –              | –              | 1              | 20            | 15            | dsq           | 11            |         |         |         |         |         |         |
| Mika Schwann | 1            | 1            | 2            | 3            | –                | –                | –            | –            | –             | –             | –           | –           | –           | –           | 6                | 8                | 4              | 3              | –              | 12            | 8             | 2             | 1             |         |         |         |         |         |         |
| Julijan Smid | –            | –            | –            | –            | 22               | 9                | 2            | 9            | 25            | 20            | 8           | 7           | –           | –           | –                | –                | –              | –              | 15             | 25            | 24            | –             | –             |         |         |         |         |         |         |
| Maximilian Steiner | –            | –            | –            | –            | –                | –                | –            | –            | –             | –             | –           | –           | –           | –           | –                | –                | –              | –              | –              | 5             | 4             | 8             | 6             |         |         |         |         |         |         |
| David Tritscher | –            | –            | –            | –            | –                | –                | –            | –            | –             | –             | –           | –           | –           | –           | –                | –                | –              | –              | –              | 31            | 22            | –             | –             |         |         |         |         |         |         |
| Julian Wienerroither | –            | –            | –            | –            | –                | –                | –            | –            | 15            | 15            | –           | –           | –           | –           | –                | –                | –              | –              | –              | –             | –             | –             | –             |         |         |         |         |         |         |
| Marco Wörgötter | –            | –            | –            | –            | 17               | 8                | 9            | 15           | 12            | 13            | –           | –           | 12          | 12          | 8                | 7                | 7              | 6              | 6              | 3             | 11            | 10            | 12            |         |         |         |         |         |         |
| Raffael Zimmermann | –            | –            | –            | –            | –                | –                | –            | –            | 52            | 58            | –           | –           | –           | –           | –                | –                | –              | –              | 24             | 26            | 21            | –             | –             |         |         |         |         |         |         |
| Chiny |              |              |              |              |                  |                  |              |              |               |               |             |             |             |             |                  |                  |                |                |                |               |               |               |               |         |         |         |         |         |         |
| Chen Zhe | 31           | 33           | 61           | 47           | 38               | 34               | 54           | 58           | dsq           | 74            | 13          | 15          | –           | –           | –                | –                | –              | –              | –              | –             | –             | –             | –             |         |         |         |         |         |         |
| Cui Qihang | –            | 36           | 64           | 60           | 46               | 43               | 56           | 55           | 64            | 75            | 19          | 18          | –           | –           | –                | –                | –              | –              | –              | –             | –             | –             | –             |         |         |         |         |         |         |
| Hu Jingtao | –            | –            | 63           | dns          | dns              | dns              | –            | –            | –             | –             | –           | –           | –           | –           | –                | –                | –              | –              | –              | –             | –             | –             | –             |         |         |         |         |         |         |
| Huang Xuyu | 38           | –            | 59           | 59           | 43               | 36               | 52           | dsq          | 58            | 78            | 20          | 19          | –           | –           | –                | –                | –              | –              | –              | –             | –             | –             | –             |         |         |         |         |         |         |
| Liu Xin | 37           | 41           | 62           | 60           | 49               | 41               | 57           | 50           | 69            | 68            | 18          | 23          | –           | –           | –                | –                | –              | –              | –              | –             | –             | –             | –             |         |         |         |         |         |         |
| Lü Yixin | 26           | 26           | 47           | dsq          | –                | –                | 39           | 52           | 62            | 71            | –           | –           | –           | –           | –                | –                | –              | –              | –              | –             | –             | –             | –             |         |         |         |         |         |         |
| Song Qiwu | 21           | 22           | 46           | 51           | –                | –                | –            | –            | 49            | 45            | –           | –           | –           | –           | –                | –                | –              | –              | –              | –             | –             | –             | –             |         |         |         |         |         |         |
| Wang Rui | 35           | 35           | 48           | 53           | 48               | dsq              | 55           | 54           | 60            | 60            | 14          | 14          | –           | –           | –                | –                | –              | –              | –              | –             | –             | –             | –             |         |         |         |         |         |         |
| Zhao Chuan | 29           | 34           | 56           | 58           | 50               | 51               | 62           | 61           | –             | –             | –           | –           | –           | –           | –                | –                | –              | –              | –              | –             | –             | –             | –             |         |         |         |         |         |         |
| Zhen Weijie | 34           | 14           | 58           | 56           | –                | –                | 46           | 45           | 61            | 43            | –           | –           | –           | –           | –                | –                | –              | –              | –              | –             | –             | –             | –             |         |         |         |         |         |         |
| Zhou Xiaoyang | 14           | 13           | 53           | 43           | –                | –                | 49           | 43           | 22            | 26            | –           | –           | –           | –           | –                | –                | –              | –              | –              | –             | –             | –             | –             |         |         |         |         |         |         |
| Zhu Honglin | 32           | 37           | 60           | 51           | 52               | 49               | 63           | 59           | 55            | 73            | 25          | 26          | –           | –           | –                | –                | –              | –              | –              | –             | –             | –             | –             |         |         |         |         |         |         |
| Czechy |              |              |              |              |                  |                  |              |              |               |               |             |             |             |             |                  |                  |                |                |                |               |               |               |               |         |         |         |         |         |         |
| Dušan Doležel | –            | –            | –            | –            | –                | –                | –            | –            | –             | –             | –           | –           | –           | –           | –                | –                | –              | –              | 50             | –             | –             | –             | –             |         |         |         |         |         |         |
| Kryštof Hauser | –            | –            | –            | –            | –                | –                | –            | –            | 75            | 42            | –           | –           | –           | –           | –                | –                | –              | –              | 33             | –             | –             | –             | –             |         |         |         |         |         |         |
| František Holík | –            | –            | –            | –            | –                | –                | –            | –            | –             | –             | –           | –           | –           | –           | –                | –                | –              | –              | 38             | –             | –             | –             | –             |         |         |         |         |         |         |
| Filip Křenek | –            | –            | –            | –            | –                | –                | –            | –            | –             | –             | –           | –           | –           | –           | –                | –                | –              | –              | 71             | –             | –             | –             | –             |         |         |         |         |         |         |
| Damián Lasota | –            | –            | –            | –            | –                | –                | –            | –            | –             | –             | –           | –           | –           | –           | –                | –                | –              | –              | dsq            | –             | –             | –             | –             |         |         |         |         |         |         |
| František Lejsek | 19           | 15           | –            | –            | –                | –                | –            | –            | –             | –             | –           | –           | –           | –           | –                | –                | –              | –              | 43             | –             | –             | –             | –             |         |         |         |         |         |         |
| David Rygl | 30           | 29           | –            | –            | –                | –                | –            | –            | –             | –             | –           | –           | –           | –           | –                | –                | –              | –              | 65             | –             | –             | –             | –             |         |         |         |         |         |         |
| Radek Rýdl | –            | –            | –            | –            | –                | –                | –            | –            | 46            | 46            | –           | –           | –           | –           | –                | –                | –              | –              | –              | –             | –             | –             | –             |         |         |         |         |         |         |
| Estonia |              |              |              |              |                  |                  |              |              |               |               |             |             |             |             |                  |                  |                |                |                |               |               |               |               |         |         |         |         |         |         |
| Artti Aigro | 5            | 4            | –            | –            | –                | –                | –            | –            | 9             | 30            | –           | –           | –           | –           | –                | –                | –              | –              | –              | –             | –             | –             | –             |         |         |         |         |         |         |
| Markkus Alter | 28           | 27           | 57           | 57           | –                | –                | –            | –            | –             | –             | 15          | 16          | –           | –           | –                | –                | –              | –              | 38             | –             | –             | –             | –             |         |         |         |         |         |         |
| Andero Kapp | 42           | 43           | –            | –            | –                | –                | –            | –            | –             | –             | 27          | 25          | –           | –           | –                | –                | –              | –              | –              | –             | –             | –             | –             |         |         |         |         |         |         |
| Markus Kägu | 40           | 40           | dns          | dns          | –                | –                | –            | –            | –             | –             | 26          | 27          | –           | –           | –                | –                | –              | –              | 77             | –             | –             | –             | –             |         |         |         |         |         |         |
| Kevin Maltsev | 12           | 12           | –            | –            | –                | –                | –            | –            | –             | –             | –           | –           | –           | –           | –                | –                | –              | –              | –              | –             | –             | –             | –             |         |         |         |         |         |         |
| Martti Nõmme | 6            | 10           | –            | –            | –                | –                | –            | –            | –             | –             | –           | –           | –           | –           | –                | –                | –              | –              | –              | –             | –             | –             | –             |         |         |         |         |         |         |
| Karel Rammo | dsq          | 28           | 54           | 55           | –                | –                | –            | –            | –             | –             | 24          | 22          | –           | –           | –                | –                | –              | –              | –              | –             | –             | –             | –             |         |         |         |         |         |         |
| Hanno-Henri Reidolf | 39           | 42           | –            | –            | –                | –                | –            | –            | –             | –             | –           | –           | –           | –           | –                | –                | –              | –              | –              | –             | –             | –             | –             |         |         |         |         |         |         |
| Finlandia |              |              |              |              |                  |                  |              |              |               |               |             |             |             |             |                  |                  |                |                |                |               |               |               |               |         |         |         |         |         |         |
| Antti Aalto | –            | –            | –            | –            | –                | –                | –            | –            | dns           | dns           | –           | –           | –           | –           | –                | –                | –              | –              | –              | –             | –             | –             | –             |         |         |         |         |         |         |
| Andreas Alamommo | –            | –            | 21           | dsq          | –                | –                | –            | –            | –             | –             | –           | –           | –           | –           | –                | –                | –              | –              | –              | –             | –             | –             | –             |         |         |         |         |         |         |
| Lauri-Matias Ala-Talkkari | –            | –            | –            | –            | –                | –                | –            | –            | –             | –             | 21          | 21          | –           | –           | –                | –                | –              | –              | –              | –             | –             | –             | –             |         |         |         |         |         |         |
| Kalle Heikkinen | –            | –            | 34           | 15           | –                | –                | –            | –            | –             | –             | –           | –           | –           | –           | –                | –                | –              | –              | –              | –             | –             | –             | –             |         |         |         |         |         |         |
| Timi Heiskanen | –            | –            | –            | –            | –                | –                | –            | –            | –             | –             | –           | –           | –           | –           | –                | –                | –              | –              | 59             | –             | –             | 22            | 29            |         |         |         |         |         |         |
| Henri Kavilo | –            | –            | 23           | 36           | –                | –                | –            | –            | –             | –             | 10          | 9           | –           | –           | –                | –                | –              | –              | –              | –             | –             | –             | –             |         |         |         |         |         |         |
| Tuomas Kinnunen | 25           | 32           | 55           | 54           | –                | –                | –            | –            | –             | –             | 11          | 13          | –           | –           | –                | –                | –              | –              | –              | –             | –             | dsq           | 31            |         |         |         |         |         |         |
| Tomas Kuisma | 27           | 31           | 49           | 49           | –                | –                | –            | –            | –             | –             | –           | –           | –           | –           | –                | –                | –              | –              | –              | –             | –             | 18            | 30            |         |         |         |         |         |         |
| Niko Kytösaho | –            | –            | –            | –            | –                | –                | –            | –            | 10            | 12            | –           | –           | –           | –           | –                | –                | –              | –              | –              | –             | –             | –             | –             |         |         |         |         |         |         |
| Tuomas Meis | –            | –            | –            | –            | –                | –                | –            | –            | –             | –             | 23          | 20          | –           | –           | –                | –                | –              | –              | –              | –             | –             | –             | –             |         |         |         |         |         |         |
| Eetu Meriläinen | –            | –            | 11           | 13           | –                | –                | –            | –            | –             | –             | –           | –           | –           | –           | –                | –                | –              | –              | –              | –             | –             | –             | –             |         |         |         |         |         |         |
| Jarkko Määttä | –            | –            | 10           | 30           | –                | –                | –            | –            | –             | –             | –           | –           | –           | –           | –                | –                | –              | –              | –              | –             | –             | –             | –             |         |         |         |         |         |         |
| Eetu Nousiainen | –            | –            | 6            | 1            | –                | –                | –            | –            | –             | –             | –           | –           | –           | –           | –                | –                | –              | –              | –              | –             | –             | –             | –             |         |         |         |         |         |         |
| Vilho Palosaari | 36           | 39           | 45           | 44           | –                | –                | –            | –            | –             | –             | 12          | 11          | –           | –           | –                | –                | –              | –              | 37             | –             | –             | 13            | 14            |         |         |         |         |         |         |
| Arttu Pohjola | –            | –            | –            | –            | –                | –                | –            | –            | 45            | 65            | –           | –           | –           | –           | –                | –                | –              | –              | –              | –             | –             | –             | –             |         |         |         |         |         |         |
| Paavo Romppainen | 33           | 25           | –            | –            | –                | –                | –            | –            | –             | –             | 17          | 12          | –           | –           | –                | –                | –              | –              | –              | –             | –             | –             | –             |         |         |         |         |         |         |
| Eemeli Tainio | –            | –            | –            | –            | –                | –                | –            | –            | –             | –             | 16          | 17          | –           | –           | –                | –                | –              | –              | –              | –             | –             | –             | –             |         |         |         |         |         |         |
| Kalle Törmänen | –            | –            | –            | –            | –                | –                | –            | –            | –             | –             | 22          | 24          | –           | –           | –                | –                | –              | –              | –              | –             | –             | –             | –             |         |         |         |         |         |         |
| Kasperi Valto | 18           | 19           | 39           | 22           | –                | –                | –            | –            | –             | –             | 9           | 10          | –           | –           | –                | –                | –              | –              | 48             | –             | –             | 19            | 21            |         |         |         |         |         |         |
| Francja |              |              |              |              |                  |                  |              |              |               |               |             |             |             |             |                  |                  |                |                |                |               |               |               |               |         |         |         |         |         |         |
| Alessandro Batby | –            | –            | –            | –            | 25               | 33               | –            | –            | –             | –             | –           | –           | –           | –           | –                | –                | –              | –              | –              | –             | –             | –             | –             |         |         |         |         |         |         |
| Jules Chervet | –            | –            | –            | –            | 51               | 44               | –            | –            | –             | –             | –           | –           | 32          | 34          | 29               | 37               | –              | –              | –              | –             | –             | –             | –             |         |         |         |         |         |         |
| Mathis Contamine | –            | –            | –            | –            | 30               | 24               | –            | –            | –             | –             | –           | –           | –           | –           | –                | –                | –              | –              | –              | –             | –             | –             | –             |         |         |         |         |         |         |
| Valentin Foubert | –            | –            | –            | –            | 28               | 26               | –            | –            | –             | –             | –           | –           | 6           | 14          | 14               | 30               | –              | –              | –              | –             | –             | –             | –             |         |         |         |         |         |         |
| Julien Gay | –            | –            | –            | –            | 45               | 45               | –            | –            | –             | –             | –           | –           | –           | –           | 40               | 45               | –              | –              | –              | –             | –             | 32            | 32            |         |         |         |         |         |         |
| Enzo Milesi | –            | –            | –            | –            | 35               | 38               | –            | –            | –             | –             | –           | –           | 34          | 20          | 22               | 24               | –              | –              | –              | –             | –             | –             | –             |         |         |         |         |         |         |
| Faustin Moureaux | –            | –            | –            | –            | –                | –                | –            | –            | –             | –             | –           | –           | –           | –           | 35               | 36               | –              | –              | –              | –             | –             | –             | –             |         |         |         |         |         |         |
| Clovis Pagnier | –            | –            | –            | –            | –                | –                | –            | –            | –             | –             | –           | –           | –           | –           | –                | –                | –              | –              | –              | –             | –             | 31            | 36            |         |         |         |         |         |         |
| Ari Repellin | –            | –            | –            | –            | 41               | 47               | –            | –            | –             | –             | –           | –           | –           | –           | 47               | 42               | –              | –              | –              | –             | –             | 33            | 23            |         |         |         |         |         |         |
| Gruzja |              |              |              |              |                  |                  |              |              |               |               |             |             |             |             |                  |                  |                |                |                |               |               |               |               |         |         |         |         |         |         |
| Giorgi Diakonowi | 44           | 45           | –            | –            | –                | –                | –            | –            | –             | –             | –           | –           | –           | –           | –                | –                | –              | –              | –              | –             | –             | –             | –             |         |         |         |         |         |         |
| Islandia |              |              |              |              |                  |                  |              |              |               |               |             |             |             |             |                  |                  |                |                |                |               |               |               |               |         |         |         |         |         |         |
| Anton Øyvindsson | –            | –            | –            | –            | –                | –                | –            | –            | –             | –             | –           | –           | 51          | 46          | –                | –                | 44             | 45             | –              | –             | –             | –             | –             |         |         |         |         |         |         |
| Japonia |              |              |              |              |                  |                  |              |              |               |               |             |             |             |             |                  |                  |                |                |                |               |               |               |               |         |         |         |         |         |         |
| Shinnosuke Fujita | –            | –            | 18           | 27           | –                | –                | –            | –            | –             | –             | –           | –           | –           | –           | –                | –                | –              | –              | –              | –             | –             | –             | –             |         |         |         |         |         |         |
| Tatsunao Kobayashi | –            | –            | –            | –            | –                | –                | –            | –            | –             | –             | –           | –           | 46          | 33          | –                | –                | –              | –              | –              | –             | –             | –             | –             |         |         |         |         |         |         |
| Sōta Kudō | –            | –            | –            | –            | –                | –                | –            | –            | –             | –             | –           | –           | –           | –           | –                | –                | –              | –              | –              | 21            | 25            | –             | –             |         |         |         |         |         |         |
| Kantō Morino | –            | –            | –            | –            | –                | –                | –            | –            | –             | –             | –           | –           | –           | –           | –                | –                | –              | –              | –              | 53            | 50            | –             | –             |         |         |         |         |         |         |
| Masaki Nakamura | –            | –            | –            | –            | –                | –                | –            | –            | –             | –             | –           | –           | –           | –           | –                | –                | –              | –              | –              | 56            | 53            | –             | –             |         |         |         |         |         |         |
| Asahi Sakano | –            | –            | –            | –            | –                | –                | –            | –            | –             | –             | –           | –           | –           | –           | –                | –                | –              | –              | –              | 16            | 35            | –             | –             |         |         |         |         |         |         |
| Kanta Suzuki | –            | –            | –            | –            | –                | –                | –            | –            | –             | –             | –           | –           | –           | –           | –                | –                | –              | –              | –              | 52            | 49            | –             | –             |         |         |         |         |         |         |
| Daimatsu Takehana | –            | –            | –            | –            | –                | –                | –            | –            | –             | –             | –           | –           | 24          | 29          | –                | –                | –              | –              | –              | –             | –             | –             | –             |         |         |         |         |         |         |
| Rikuta Watanabe | –            | –            | 25           | 14           | –                | –                | –            | –            | –             | –             | –           | –           | –           | –           | –                | –                | –              | –              | –              | –             | –             | –             | –             |         |         |         |         |         |         |
| Kazachstan |              |              |              |              |                  |                  |              |              |               |               |             |             |             |             |                  |                  |                |                |                |               |               |               |               |         |         |         |         |         |         |
| Nikita Diewiatkin | –            | –            | –            | –            | –                | –                | –            | –            | 58            | 66            | –           | –           | 38          | 39          | 39               | 38               | 24             | 29             | –              | –             | –             | –             | –             |         |         |         |         |         |         |
| Ilszat Kadyrow | –            | –            | –            | –            | –                | –                | –            | –            | –             | –             | –           | –           | 40          | dsq         | 42               | 39               | 33             | 38             | 61             | –             | –             | –             | –             |         |         |         |         |         |         |
| Dawyd Kaszkarow | –            | –            | –            | –            | –                | –                | –            | –            | –             | –             | –           | –           | –           | –           | –                | –                | –              | –              | 74             | –             | –             | –             | –             |         |         |         |         |         |         |
| Nikołaj Klimow | –            | –            | –            | –            | –                | –                | –            | –            | –             | –             | –           | –           | –           | –           | 50               | 49               | 43             | 44             | –              | –             | –             | –             | –             |         |         |         |         |         |         |
| Siergiej Krawcow | –            | –            | –            | –            | –                | –                | –            | –            | 76            | 77            | –           | –           | 45          | 43          | 49               | 48               | 40             | 42             | –              | –             | –             | 36            | 40            |         |         |         |         |         |         |
| Swiatosław Nazarienko | –            | –            | –            | –            | –                | –                | –            | –            | –             | –             | –           | –           | 41          | 41          | dsq              | 46               | 34             | 37             | 63             | –             | –             | –             | –             |         |         |         |         |         |         |
| Nurszat Tursunżanow | –            | –            | –            | –            | –                | –                | –            | –            | dsq           | 76            | –           | –           | 44          | 44          | 48               | dsq              | 39             | 43             | –              | –             | –             | 39            | 41            |         |         |         |         |         |         |
| Siergiej Zyrianow | 43           | 44           | –            | 60           | –                | –                | –            | –            | –             | –             | –           | –           | –           | –           | –                | –                | –              | –              | –              | –             | –             | –             | –             |         |         |         |         |         |         |
| Korea Południowa |              |              |              |              |                  |                  |              |              |               |               |             |             |             |             |                  |                  |                |                |                |               |               |               |               |         |         |         |         |         |         |
| Choi Heung-chul | –            | –            | 30           | 35           | –                | –                | –            | –            | –             | –             | –           | –           | –           | –           | –                | –                | –              | –              | –              | –             | –             | –             | –             |         |         |         |         |         |         |
| Niemcy |              |              |              |              |                  |                  |              |              |               |               |             |             |             |             |                  |                  |                |                |                |               |               |               |               |         |         |         |         |         |         |
| Alexander Angerer | –            | –            | –            | –            | –                | –                | –            | –            | –             | –             | –           | –           | –           | –           | –                | –                | –              | –              | –              | –             | –             | 35            | 38            |         |         |         |         |         |         |
| Moritz Baer | –            | –            | 5            | 21           | –                | –                | –            | –            | –             | –             | –           | –           | –           | –           | –                | –                | –              | –              | 10             | –             | –             | –             | –             |         |         |         |         |         |         |
| Ben Bayer | –            | –            | –            | –            | 11               | 19               | –            | –            | –             | –             | –           | –           | –           | –           | 20               | 13               | –              | –              | –              | –             | –             | –             | –             |         |         |         |         |         |         |
| Finn Braun | –            | –            | –            | –            | –                | –                | –            | –            | –             | –             | –           | –           | –           | –           | 32               | 33               | –              | –              | 22             | –             | –             | –             | –             |         |         |         |         |         |         |
| Jannik Faißt | –            | –            | –            | –            | 21               | 28               | –            | –            | –             | –             | –           | –           | –           | –           | 37               | dsq              | –              | –              | 30             | –             | –             | –             | –             |         |         |         |         |         |         |
| Richard Freitag | –            | –            | –            | –            | –                | –                | –            | –            | –             | –             | –           | –           | 26          | 18          | 10               | dsq              | 6              | 9              | –              | –             | –             | –             | –             |         |         |         |         |         |         |
| Philipp Fries | –            | –            | –            | –            | –                | –                | –            | –            | 74            | 72            | –           | –           | –           | –           | –                | –                | –              | –              | –              | 49            | 48            | 27            | 33            |         |         |         |         |         |         |
| Eric Fuchs | –            | –            | –            | –            | 25               | 37               | 36           | 31           | 23            | 54            | –           | –           | –           | –           | –                | –                | –              | –              | 44             | 22            | 9             | 9             | 5             |         |         |         |         |         |         |
| Julian Fussi | –            | –            | –            | –            | –                | –                | –            | –            | –             | –             | –           | –           | –           | –           | –                | –                | –              | –              | –              | –             | –             | 20            | 25            |         |         |         |         |         |         |
| Luca Geyer | –            | –            | –            | –            | 9                | 18               | –            | –            | –             | –             | –           | –           | –           | –           | –                | –                | –              | –              | 31             | –             | –             | –             | –             |         |         |         |         |         |         |
| Claudio Haas | –            | –            | –            | –            | –                | –                | –            | –            | –             | –             | –           | –           | –           | –           | 18               | 11               | 15             | 21             | –              | 9             | 13            | 1             | 9             |         |         |         |         |         |         |
| Felix Hoffmann | –            | –            | –            | –            | 3                | 2                | 8            | 5            | 14            | 5             | 2           | 2           | –           | –           | –                | –                | –              | –              | 21             | –             | –             | –             | –             |         |         |         |         |         |         |
| Eric Hoyer | –            | –            | –            | –            | –                | –                | –            | –            | –             | –             | –           | –           | –           | –           | –                | –                | –              | –              | –              | –             | –             | 28            | 26            |         |         |         |         |         |         |
| Marinus Kraus | –            | –            | –            | –            | 16               | 12               | 22           | 21           | 39            | 41            | –           | –           | –           | –           | –                | –                | –              | –              | –              | 27            | 28            | 15            | 10            |         |         |         |         |         |         |
| Justin Lisso | 3            | 2            | 20           | 8            | 7                | 15               | –            | –            | –             | –             | –           | –           | 3           | 4           | 17               | 5                | 9              | 15             | –              | –             | –             | –             | –             |         |         |         |         |         |         |
| Kilian Märkl | –            | –            | 27           | 23           | –                | –                | 24           | 42           | 48            | 34            | –           | –           | 13          | 8           | 7                | 6                | –              | –              | –              | –             | –             | –             | –             |         |         |         |         |         |         |
| Quirin Modricker | –            | –            | –            | –            | –                | –                | –            | –            | –             | –             | –           | –           | –           | –           | –                | –                | –              | –              | –              | 46            | 54            | –             | –             |         |         |         |         |         |         |
| Lukas Nellenschulte | –            | –            | –            | –            | –                | –                | –            | –            | –             | –             | –           | –           | –           | –           | –                | –                | –              | –              | –              | –             | –             | 26            | dsq           |         |         |         |         |         |         |
| Philipp Raimund | –            | –            | 8            | 2            | –                | –                | –            | –            | –             | –             | –           | –           | –           | –           | –                | –                | –              | –              | –              | –             | –             | –             | –             |         |         |         |         |         |         |
| Luca Roth | 2            | 3            | –            | –            | 12               | 14               | dns          | –            | 10            | 10            | –           | –           | 33          | 28          | 15               | 16               | 23             | 24             | 4              | –             | –             | –             | –             |         |         |         |         |         |         |
| Sebastian Schwarz | –            | –            | –            | –            | –                | –                | –            | –            | –             | –             | –           | –           | –           | –           | –                | –                | –              | –              | –              | 43            | 44            | 21            | 24            |         |         |         |         |         |         |
| Adrian Sell | –            | –            | 35           | 31           | –                | –                | –            | –            | 28            | 35            | –           | –           | 22          | 23          | 16               | 22               | 17             | 16             | 19             | –             | –             | –             | –             |         |         |         |         |         |         |
| David Siegel | –            | –            | 7            | 9            | –                | –                | –            | –            | –             | –             | –           | –           | –           | –           | –                | –                | –              | –              | –              | –             | –             | –             | –             |         |         |         |         |         |         |
| Simon Spiewok | –            | –            | –            | –            | –                | –                | –            | –            | –             | –             | –           | –           | –           | –           | dsq              | 20               | –              | –              | 16             | –             | –             | –             | –             |         |         |         |         |         |         |
| Simon Steinbeißer | –            | –            | –            | –            | –                | –                | –            | –            | 37            | 31            | –           | –           | –           | –           | –                | –                | –              | –              | –              | 38            | 44            | 25            | 22            |         |         |         |         |         |         |
| Adrian Tittel | –            | –            | –            | –            | –                | –                | –            | –            | –             | –             | –           | –           | –           | –           | –                | –                | –              | –              | –              | –             | –             | 12            | 13            |         |         |         |         |         |         |
| Cedrik Weigel | –            | –            | –            | –            | 18               | 25               | 37           | 17           | 36            | 49            | –           | –           | –           | –           | –                | –                | –              | –              | –              | –             | –             | –             | –             |         |         |         |         |         |         |
| Norwegia |              |              |              |              |                  |                  |              |              |               |               |             |             |             |             |                  |                  |                |                |                |               |               |               |               |         |         |         |         |         |         |
| Adrian Aadalen | –            | –            | –            | –            | –                | –                | –            | –            | –             | –             | –           | –           | –           | –           | –                | –                | 36             | 36             | –              | –             | –             | –             | –             |         |         |         |         |         |         |
| Johannes Årdal | –            | –            | –            | –            | –                | –                | –            | –            | 18            | 52            | –           | –           | –           | –           | –                | –                | dsq            | 19             | –              | –             | –             | –             | –             |         |         |         |         |         |         |
| Sindre Trier Aslesen | –            | –            | –            | –            | –                | –                | –            | –            | –             | –             | –           | –           | –           | –           | –                | –                | dsq            | 41             | –              | –             | –             | –             | –             |         |         |         |         |         |         |
| Ole Kristian Baarset | –            | –            | –            | –            | –                | –                | 34           | 46           | –             | –             | –           | –           | 21          | 25          | –                | –                | 20             | 22             | –              | –             | –             | –             | –             |         |         |         |         |         |         |
| Pål-Håkon Bjørtomt | –            | –            | –            | –            | –                | –                | –            | –            | –             | –             | –           | –           | –           | –           | –                | –                | –              | 17             | –              | –             | –             | –             | –             |         |         |         |         |         |         |
| Jostein Saglien Bråten | –            | –            | –            | –            | –                | –                | –            | –            | 63            | 67            | –           | –           | –           | –           | –                | –                | –              | –              | –              | –             | –             | –             | –             |         |         |         |         |         |         |
| Andreas Varsi Breivik | –            | –            | 24           | 12           | –                | –                | –            | –            | –             | –             | –           | –           | –           | –           | –                | –                | 21             | 11             | –              | –             | –             | –             | –             |         |         |         |         |         |         |
| Sander Vossan Eriksen | –            | –            | –            | –            | –                | –                | –            | –            | –             | –             | –           | –           | 25          | dsq         | –                | –                | –              | –              | –              | –             | –             | –             | –             |         |         |         |         |         |         |
| Jens Gaarder | –            | –            | –            | –            | –                | –                | –            | –            | –             | –             | –           | –           | 28          | 21          | –                | –                | –              | –              | –              | –             | –             | –             | –             |         |         |         |         |         |         |
| Fredrik Gran | –            | –            | –            | –            | –                | –                | –            | –            | –             | –             | –           | –           | 16          | 10          | –                | –                | 12             | 10             | –              | –             | –             | –             | –             |         |         |         |         |         |         |
| Flemming Dolonen Hagen | –            | –            | –            | –            | –                | –                | –            | –            | –             | –             | –           | –           | 47          | 42          | –                | –                | 37             | dsq            | –              | –             | –             | –             | –             |         |         |         |         |         |         |
| Simen Meen Haugeng | –            | –            | –            | –            | –                | –                | –            | –            | –             | –             | –           | –           | –           | –           | –                | –                | 16             | 27             | –              | –             | –             | –             | –             |         |         |         |         |         |         |
| Sindre Ulven Jørgensen | 23           | 16           | –            | –            | –                | –                | –            | –            | –             | –             | –           | –           | –           | –           | –                | –                | 11             | 23             | –              | –             | –             | –             | –             |         |         |         |         |         |         |
| Simen Kvarstad | –            | –            | –            | –            | –                | –                | –            | –            | –             | –             | –           | –           | 14          | dsq         | –                | –                | 14             | 14             | –              | –             | –             | –             | –             |         |         |         |         |         |         |
| Isak Andreas Langmo | –            | –            | –            | –            | –                | –                | –            | –            | –             | –             | –           | –           | –           | –           | –                | –                | 35             | 32             | –              | –             | –             | –             | –             |         |         |         |         |         |         |
| Simen Aasen Markeng | –            | –            | 50           | 49           | –                | –                | –            | –            | –             | –             | –           | –           | –           | –           | –                | –                | 42             | –              | –              | –             | –             | –             | –             |         |         |         |         |         |         |
| Jo Rømme Mellingsæter | –            | –            | 22           | 33           | –                | –                | –            | –            | –             | –             | –           | –           | 20          | 31          | –                | –                | 22             | 20             | –              | –             | –             | –             | –             |         |         |         |         |         |         |
| Iver Myhre | –            | –            | –            | –            | –                | –                | –            | –            | 41            | 61            | –           | –           | 37          | 37          | –                | –                | 29             | 33             | –              | –             | –             | –             | –             |         |         |         |         |         |         |
| Sigurd Myrvang | –            | –            | –            | –            | –                | –                | –            | –            | –             | –             | –           | –           | –           | –           | –                | –                | 28             | 31             | –              | –             | –             | –             | –             |         |         |         |         |         |         |
| Iver Olaussen | –            | –            | 29           | 28           | –                | –                | –            | –            | –             | –             | –           | –           | –           | –           | –                | –                | –              | –              | –              | –             | –             | –             | –             |         |         |         |         |         |         |
| Martin Tonby Opsahl | –            | –            | –            | –            | –                | –                | –            | –            | –             | –             | –           | –           | –           | –           | –                | –                | 31             | 30             | –              | –             | –             | –             | –             |         |         |         |         |         |         |
| Fabian Østvold | –            | –            | –            | –            | –                | –                | –            | –            | –             | –             | –           | –           | –           | –           | –                | –                | 41             | 39             | –              | –             | –             | –             | –             |         |         |         |         |         |         |
| Richard Selbekk-Hansen | –            | –            | –            | –            | –                | –                | –            | –            | 66            | 70            | –           | –           | 41          | 40          | –                | –                | 30             | 34             | –              | –             | –             | –             | –             |         |         |         |         |         |         |
| Sølve Jokerud Strand | –            | –            | dsq          | 10           | –                | –                | –            | –            | –             | –             | –           | –           | –           | –           | –                | –                | –              | –              | –              | –             | –             | –             | –             |         |         |         |         |         |         |
| Jørgen Oliver Strøm | –            | –            | –            | –            | –                | –                | –            | –            | 24            | 48            | –           | –           | –           | –           | –                | –                | –              | –              | –              | –             | –             | –             | –             |         |         |         |         |         |         |
| Kristoffer Eriksen Sundal | 20           | 17           | –            | –            | –                | –                | –            | –            | –             | –             | –           | –           | 36          | 17          | –                | –                | –              | –              | –              | –             | –             | –             | –             |         |         |         |         |         |         |
| Øystein Thorshov | –            | –            | –            | –            | –                | –                | –            | –            | –             | –             | –           | –           | –           | –           | –                | –                | 38             | 40             | –              | –             | –             | –             | –             |         |         |         |         |         |         |
| Børge Hansen Utby | –            | –            | –            | –            | –                | –                | –            | –            | –             | –             | –           | –           | –           | –           | –                | –                | 32             | 35             | –              | –             | –             | –             | –             |         |         |         |         |         |         |
| Jonas Viken | –            | –            | 33           | 19           | –                | –                | –            | –            | –             | –             | –           | –           | –           | –           | –                | –                | –              | –              | –              | –             | –             | –             | –             |         |         |         |         |         |         |
| Polska |              |              |              |              |                  |                  |              |              |               |               |             |             |             |             |                  |                  |                |                |                |               |               |               |               |         |         |         |         |         |         |
| Tymoteusz Amilkiewicz | –            | –            | –            | –            | –                | –                | 53           | 57           | –             | –             | –           | –           | –           | –           | –                | –                | –              | –              | 58             | 40            | 27            | –             | –             |         |         |         |         |         |         |
| Jan Galica | –            | –            | –            | –            | –                | –                | –            | –            | –             | –             | –           | –           | –           | –           | –                | –                | –              | –              | 72             | –             | –             | –             | –             |         |         |         |         |         |         |
| Mateusz Gruszka | 8            | 8            | 14           | 25           | 29               | 31               | 25           | 24           | –             | –             | –           | –           | –           | –           | –                | –                | –              | –              | 49             | –             | –             | 14            | 18            |         |         |         |         |         |         |
| Jan Habdas | 17           | 18           | 17           | 38           | 19               | 6                | 7            | 3            | 6             | 14            | 4           | 3           | 4           | 2           | –                | –                | –              | –              | 18             | 17            | 12            | –             | –             |         |         |         |         |         |         |
| Kacper Jarząbek | –            | –            | –            | –            | –                | –                | –            | –            | –             | –             | –           | –           | –           | –           | –                | –                | –              | –              | 64             | –             | –             | –             | –             |         |         |         |         |         |         |
| Arkadiusz Jojko | 13           | 21           | 40           | 17           | 20               | 46               | 40           | 39           | –             | –             | –           | –           | 11          | 6           | 13               | 15               | 26             | 25             | 33             | 29            | 38            | –             | –             |         |         |         |         |         |         |
| Szymon Jojko | 22           | 23           | –            | –            | 34               | 30               | 26           | 26           | 56            | 47            | –           | –           | 31          | 22          | 28               | 23               | 25             | 26             | 28             | 30            | 39            | 16            | 16            |         |         |         |         |         |         |
| Klemens Joniak | 16           | 20           | 37           | 32           | 32               | 39               | 48           | 40           | 68            | 29            | –           | –           | 27          | 16          | –                | –                | –              | –              | 25             | 43            | 51            | 23            | 28            |         |         |         |         |         |         |
| Kacper Juroszek | –            | –            | 13           | dsq          | –                | –                | –            | –            | –             | –             | –           | –           | –           | –           | 19               | 17               | 18             | 18             | –              | –             | –             | –             | –             |         |         |         |         |         |         |
| Krzysztof Kieta | –            | –            | –            | –            | –                | –                | –            | –            | –             | –             | –           | –           | –           | –           | –                | –                | –              | –              | 52             | –             | –             | –             | –             |         |         |         |         |         |         |
| Jarosław Krzak | –            | –            | –            | –            | –                | –                | –            | –            | 32            | 61            | –           | –           | –           | –           | –                | –                | –              | –              | 29             | 24            | 23            | 34            | 15            |         |         |         |         |         |         |
| Krzysztof Leja | –            | –            | –            | –            | –                | –                | –            | –            | –             | –             | –           | –           | –           | –           | –                | –                | –              | –              | 35             | –             | –             | –             | –             |         |         |         |         |         |         |
| Stanisław Majerczyk | –            | –            | –            | –            | –                | –                | –            | –            | –             | –             | –           | –           | –           | –           | –                | –                | –              | –              | dns            | –             | –             | –             | –             |         |         |         |         |         |         |
| Karol Niemczyk | –            | –            | –            | –            | –                | –                | –            | –            | –             | –             | –           | –           | –           | –           | –                | –                | –              | –              | 60             | –             | –             | –             | –             |         |         |         |         |         |         |
| Adam Niżnik | 15           | 9            | dsq          | 39           | 31               | 17               | 23           | 12           | 44            | 25            | 7           | 8           | 29          | 30          | 26               | 25               | 27             | 28             | 27             | 46            | 42            | –             | –             |         |         |         |         |         |         |
| Tomasz Pilch | –            | –            | –            | –            | –                | –                | –            | –            | –             | –             | –           | –           | –           | –           | –                | –                | –              | –              | –              | 15            | 18            | –             | –             |         |         |         |         |         |         |
| Klemens Staszel | –            | –            | –            | –            | –                | –                | –            | –            | –             | –             | –           | –           | –           | –           | –                | –                | –              | –              | 45             | –             | –             | –             | –             |         |         |         |         |         |         |
| Wiktor Szozda | 24           | 24           | –            | –            | –                | –                | –            | –            | –             | –             | –           | –           | –           | –           | –                | –                | –              | –              | 51             | –             | –             | –             | –             |         |         |         |         |         |         |
| Jakub Wisełka | –            | –            | –            | –            | –                | –                | –            | –            | –             | –             | –           | –           | –           | –           | –                | –                | –              | –              | 66             | –             | –             | –             | –             |         |         |         |         |         |         |
| Marcin Wróbel | –            | –            | –            | –            | 13               | 16               | 35           | 28           | 30            | 63            | –           | –           | –           | –           | 36               | 32               | –              | –              | 40             | 41            | 41            | 29            | 19            |         |         |         |         |         |         |
| Szymon Zapotoczny | 11           | 30           | 36           | 40           | 47               | 22               | 19           | 23           | 29            | 21            | –           | –           | 30          | 24          | 33               | 44               | –              | –              | 62             | 48            | dsq           | –             | –             |         |         |         |         |         |         |
| Rosja |              |              |              |              |                  |                  |              |              |               |               |             |             |             |             |                  |                  |                |                |                |               |               |               |               |         |         |         |         |         |         |
| Dmitrij Chodykin | –            | –            | –            | –            | –                | –                | –            | –            | –             | –             | –           | –           | –           | –           | 37               | 34               | –              | –              | –              | 34            | 26            | –             | –             |         |         |         |         |         |         |
| Dmitrij Zykow | –            | –            | –            | –            | –                | –                | –            | –            | –             | –             | –           | –           | –           | –           | 27               | 26               | –              | –              | –              | dsq           | 33            | –             | –             |         |         |         |         |         |         |
| Rumunia |              |              |              |              |                  |                  |              |              |               |               |             |             |             |             |                  |                  |                |                |                |               |               |               |               |         |         |         |         |         |         |
| Radu Ardelean | –            | –            | –            | –            | –                | –                | –            | –            | –             | –             | –           | –           | –           | –           | –                | –                | –              | –              | 68             | 58            | 61            | –             | –             |         |         |         |         |         |         |
| Daniel Cacina | –            | –            | 25           | dsq          | –                | –                | –            | –            | –             | –             | –           | –           | –           | –           | –                | –                | –              | –              | –              | –             | –             | –             | –             |         |         |         |         |         |         |
| Alexandru Folea | –            | –            | –            | –            | –                | –                | –            | –            | –             | –             | –           | –           | –           | –           | –                | –                | –              | –              | 57             | 56            | 58            | –             | –             |         |         |         |         |         |         |
| Mircea Jipescu | –            | –            | –            | –            | –                | –                | –            | –            | –             | –             | –           | –           | –           | –           | –                | –                | –              | –              | 55             | 63            | 59            | –             | –             |         |         |         |         |         |         |
| Sorin Mitrofan | –            | –            | 42           | 42           | –                | –                | –            | –            | –             | –             | –           | –           | –           | –           | –                | –                | –              | –              | –              | –             | –             | –             | –             |         |         |         |         |         |         |
| Robert Săndulescu | –            | –            | –            | –            | –                | –                | –            | –            | –             | –             | –           | –           | –           | –           | –                | –                | –              | –              | 67             | –             | –             | –             | –             |         |         |         |         |         |         |
| Mihnea Spulber | –            | –            | 41           | 48           | –                | –                | –            | –            | –             | –             | –           | –           | –           | –           | –                | –                | –              | –              | –              | –             | –             | –             | –             |         |         |         |         |         |         |
| Csaba Szabo | –            | –            | –            | –            | –                | –                | –            | –            | –             | –             | –           | –           | –           | –           | –                | –                | –              | –              | 70             | 61            | dsq           | –             | –             |         |         |         |         |         |         |
| Słowacja |              |              |              |              |                  |                  |              |              |               |               |             |             |             |             |                  |                  |                |                |                |               |               |               |               |         |         |         |         |         |         |
| Erik Kapiaš | 41           | 38           | –            | –            | –                | –                | –            | –            | –             | –             | –           | –           | –           | –           | –                | –                | –              | –              | 73             | –             | –             | –             | –             |         |         |         |         |         |         |
| Słowenia |              |              |              |              |                  |                  |              |              |               |               |             |             |             |             |                  |                  |                |                |                |               |               |               |               |         |         |         |         |         |         |
| Maksim Bartolj | –            | –            | –            | –            | –                | –                | 2            | 2            | 2             | 6             | –           | –           | –           | –           | –                | –                | –              | –              | –              | –             | –             | –             | –             |         |         |         |         |         |         |
| Tadej Bedenik | –            | –            | –            | –            | –                | –                | 47           | 53           | –             | –             | –           | –           | –           | –           | –                | –                | –              | –              | –              | –             | –             | –             | –             |         |         |         |         |         |         |
| Jan Bombek | –            | –            | –            | –            | –                | –                | –            | –            | –             | –             | –           | –           | –           | –           | –                | –                | –              | –              | 12             | –             | –             | –             | –             |         |         |         |         |         |         |
| Jaka Drinovec | –            | –            | –            | –            | –                | –                | 60           | dsq          | –             | –             | –           | –           | –           | –           | –                | –                | –              | –              | –              | –             | –             | –             | –             |         |         |         |         |         |         |
| Taj Ekart | –            | –            | –            | –            | –                | –                | 12           | 25           | 19            | 38            | –           | –           | –           | –           | –                | –                | –              | –              | 23             | 18            | 30            | –             | –             |         |         |         |         |         |         |
| Mark Hafnar | –            | –            | –            | –            | –                | –                | 41           | 48           | dns           | 33            | –           | –           | –           | –           | –                | –                | –              | –              | 3              | –             | –             | –             | –             |         |         |         |         |         |         |
| Nik Heberle | –            | –            | –            | –            | –                | –                | 58           | 30           | 76            | dsq           | –           | –           | –           | –           | –                | –                | –              | –              | –              | –             | –             | –             | –             |         |         |         |         |         |         |
| Teodor Igor Herbstritt | –            | –            | –            | –            | –                | –                | 30           | dsq          | –             | –             | –           | –           | –           | –           | –                | –                | –              | –              | 55             | –             | –             | –             | –             |         |         |         |         |         |         |
| Timotej Jeglič | –            | –            | –            | –            | –                | –                | 42           | 37           | –             | –             | –           | –           | –           | –           | –                | –                | –              | –              | –              | –             | –             | –             | –             |         |         |         |         |         |         |
| Rok Masle | –            | –            | –            | –            | –                | –                | 12           | 22           | –             | –             | –           | –           | –           | –           | –                | –                | –              | –              | –              | –             | –             | –             | –             |         |         |         |         |         |         |
| Žak Mogel | –            | –            | –            | –            | –                | –                | 11           | 6            | 16            | 8             | –           | –           | –           | –           | –                | –                | –              | –              | –              | –             | –             | –             | –             |         |         |         |         |         |         |
| Rok Oblak | –            | –            | –            | –            | –                | –                | –            | 36           | –             | –             | –           | –           | –           | –           | –                | –                | –              | –              | –              | 14            | 16            | –             | –             |         |         |         |         |         |         |
| Aljaž Osterc | –            | –            | –            | –            | –                | –                | 32           | 32           | dsq           | 37            | –           | –           | –           | –           | –                | –                | –              | –              | 26             | 35            | 31            | –             | –             |         |         |         |         |         |         |
| Bor Pavlovčič | –            | –            | –            | –            | –                | –                | –            | –            | –             | –             | –           | –           | –           | –           | –                | –                | –              | –              | 11             | 8             | 4             | –             | –             |         |         |         |         |         |         |
| Jernej Presečnik | –            | –            | –            | –            | –                | –                | 4            | 10           | –             | –             | –           | –           | –           | –           | –                | –                | –              | –              | –              | –             | –             | –             | –             |         |         |         |         |         |         |
| Matija Prosenc | –            | –            | –            | –            | –                | –                | 50           | –            | –             | –             | –           | –           | –           | –           | –                | –                | –              | –              | –              | –             | –             | –             | –             |         |         |         |         |         |         |
| Marcel Rep | –            | –            | –            | –            | –                | –                | –            | –            | –             | –             | –           | –           | –           | –           | –                | –                | –              | –              | 36             | 28            | 33            | –             | –             |         |         |         |         |         |         |
| Luka Robnik | –            | –            | –            | –            | –                | –                | 29           | 34           | 43            | 56            | –           | –           | –           | –           | –                | –                | –              | –              | –              | –             | –             | –             | –             |         |         |         |         |         |         |
| Matevž Samec | –            | –            | –            | –            | –                | –                | 33           | 41           | –             | –             | –           | –           | –           | –           | –                | –                | –              | –              | –              | 23            | 17            | –             | –             |         |         |         |         |         |         |
| Marcel Stržinar | –            | –            | –            | –            | –                | –                | 14           | 13           | –             | –             | –           | –           | –           | –           | –                | –                | –              | –              | 14             | –             | –             | –             | –             |         |         |         |         |         |         |
| Matija Vidic | –            | –            | –            | –            | –                | –                | 16           | 16           | 47            | 19            | –           | –           | –           | –           | –                | –                | –              | –              | –              | 6             | 7             | –             | –             |         |         |         |         |         |         |
| Patrik Vitez | –            | –            | –            | –            | –                | –                | 17           | 7            | 13            | 16            | –           | –           | –           | –           | –                | –                | –              | –              | 7              | 13            | 2             | –             | –             |         |         |         |         |         |         |
| Gorazd Završnik | –            | –            | –            | –            | –                | –                | 21           | 11           | –             | –             | –           | –           | –           | –           | –                | –                | –              | –              | 13             | 10            | 20            | –             | –             |         |         |         |         |         |         |
| Ožbe Zupan | –            | –            | –            | –            | –                | –                | 38           | 27           | 51            | 50            | –           | –           | –           | –           | –                | –                | –              | –              | –              | 45            | 47            | –             | –             |         |         |         |         |         |         |
| Stany Zjednoczone |              |              |              |              |                  |                  |              |              |               |               |             |             |             |             |                  |                  |                |                |                |               |               |               |               |         |         |         |         |         |         |
| Erik Belshaw | –            | –            | –            | –            | –                | –                | 43           | 50           | –             | –             | –           | –           | –           | –           | –                | –                | –              | –              | –              | 54            | 55            | 17            | 20            |         |         |         |         |         |         |
| Kevin Bickner | –            | –            | –            | –            | –                | –                | 31           | 20           | –             | –             | –           | –           | –           | –           | –                | –                | –              | –              | –              | –             | –             | –             | –             |         |         |         |         |         |         |
| Decker Dean | –            | –            | –            | –            | –                | –                | dsq          | 17           | –             | –             | –           | –           | –           | –           | –                | –                | –              | –              | –              | –             | –             | –             | –             |         |         |         |         |         |         |
| Patrick Gasienica | –            | –            | –            | –            | –                | –                | 45           | 35           | –             | –             | –           | –           | –           | –           | –                | –                | –              | –              | –              | –             | –             | –             | –             |         |         |         |         |         |         |
| Maxim Glyvka | –            | –            | –            | –            | –                | –                | –            | –            | –             | –             | –           | –           | –           | –           | –                | –                | –              | –              | –              | 64            | 63            | 37            | 34            |         |         |         |         |         |         |
| Logan Gundry | –            | –            | –            | –            | –                | –                | –            | –            | –             | –             | –           | –           | –           | –           | –                | –                | –              | –              | –              | 66            | 64            | dsq           | 43            |         |         |         |         |         |         |
| Stewart Gundry | –            | –            | –            | –            | –                | –                | –            | –            | –             | –             | –           | –           | –           | –           | –                | –                | –              | –              | –              | 65            | 65            | 40            | 42            |         |         |         |         |         |         |
| Bryce Kloc | –            | –            | –            | –            | –                | –                | 61           | dsq          | –             | –             | –           | –           | –           | –           | –                | –                | –              | –              | –              | 62            | 60            | 30            | 27            |         |         |         |         |         |         |
| Andrew Urlaub | –            | –            | –            | –            | –                | –                | –            | –            | –             | –             | –           | –           | –           | –           | –                | –                | –              | –              | –              | 60            | 40            | –             | –             |         |         |         |         |         |         |
| Szwajcaria |              |              |              |              |                  |                  |              |              |               |               |             |             |             |             |                  |                  |                |                |                |               |               |               |               |         |         |         |         |         |         |
| Sandro Hauswirth | –            | –            | –            | –            | 15               | 13               | –            | –            | –             | –             | –           | –           | –           | –           | –                | –                | –              | –              | –              | –             | –             | –             | –             |         |         |         |         |         |         |
| Mauro Imhof | –            | –            | –            | –            | 44               | 48               | –            | –            | –             | –             | –           | –           | –           | –           | –                | –                | –              | –              | –              | –             | –             | –             | –             |         |         |         |         |         |         |
| Remo Imhof | –            | –            | –            | –            | 23               | 23               | –            | –            | 65            | 53            | –           | –           | –           | –           | 21               | 27               | –              | –              | –              | –             | –             | –             | –             |         |         |         |         |         |         |
| Juri Kesseli | –            | –            | –            | –            | 33               | 50               | –            | –            | 57            | 57            | –           | –           | –           | –           | 45               | 41               | –              | –              | 46             | –             | –             | –             | –             |         |         |         |         |         |         |
| Lars Kindlimann | –            | –            | 43           | 46           | 24               | 20               | –            | –            | 37            | 43            | –           | –           | –           | –           | 25               | 28               | –              | –              | –              | –             | –             | –             | –             |         |         |         |         |         |         |
| Olan Lacroix | –            | –            | –            | –            | 36               | 29               | –            | –            | 70            | 64            | –           | –           | –           | –           | 34               | 29               | –              | –              | –              | –             | –             | –             | –             |         |         |         |         |         |         |
| Pascal Müller | –            | –            | –            | –            | –                | –                | –            | –            | –             | –             | –           | –           | –           | –           | 30               | 31               | –              | –              | –              | –             | –             | –             | –             |         |         |         |         |         |         |
| Lean Niederberger | –            | –            | –            | –            | –                | –                | –            | –            | –             | –             | –           | –           | –           | –           | 31               | 21               | –              | –              | 9              | –             | –             | –             | –             |         |         |         |         |         |         |
| Andreas Schuler | –            | –            | 4            | 6            | 14               | 11               | –            | –            | –             | –             | –           | –           | –           | –           | –                | –                | –              | –              | –              | –             | –             | –             | –             |         |         |         |         |         |         |
| Marius Sieber | –            | –            | –            | –            | 40               | 42               | –            | –            | 71            | 69            | –           | –           | –           | –           | 43               | 43               | –              | –              | 54             | –             | –             | –             | –             |         |         |         |         |         |         |
| Felix Trunz | –            | –            | –            | –            | –                | –                | –            | –            | –             | –             | –           | –           | –           | –           | 46               | 47               | –              | –              | –              | –             | –             | –             | –             |         |         |         |         |         |         |
| Yanick Wasser | –            | –            | 32           | 29           | 39               | 32               | –            | –            | 54            | 55            | –           | –           | –           | –           | 23               | 19               | –              | –              | 41             | –             | –             | –             | –             |         |         |         |         |         |         |
| Szwecja |              |              |              |              |                  |                  |              |              |               |               |             |             |             |             |                  |                  |                |                |                |               |               |               |               |         |         |         |         |         |         |
| Tobias Fröier | –            | –            | –            | –            | –                | –                | –            | –            | –             | –             | –           | –           | 50          | 48          | –                | –                | –              | –              | –              | –             | –             | –             | –             |         |         |         |         |         |         |
| Turcja |              |              |              |              |                  |                  |              |              |               |               |             |             |             |             |                  |                  |                |                |                |               |               |               |               |         |         |         |         |         |         |
| Muhammed Ali Bedir | –            | –            | 52           | 34           | –                | –                | –            | –            | 40            | 31            | –           | –           | –           | –           | –                | –                | –              | –              | –              | –             | –             | –             | –             |         |         |         |         |         |         |
| Muhammet İrfan Çintımar | –            | –            | 38           | 24           | –                | –                | –            | –            | 35            | 27            | –           | –           | –           | –           | –                | –                | –              | –              | –              | –             | –             | –             | –             |         |         |         |         |         |         |
| Muhammed Münir Güngen | –            | –            | 44           | 37           | –                | –                | –            | –            | –             | –             | –           | –           | –           | –           | –                | –                | –              | –              | –              | –             | –             | –             | –             |         |         |         |         |         |         |
| Fatih Arda İpcioğlu | –            | –            | 28           | 41           | –                | –                | –            | –            | 31            | 50            | –           | –           | –           | –           | –                | –                | –              | –              | –              | –             | –             | –             | –             |         |         |         |         |         |         |
| Ukraina |              |              |              |              |                  |                  |              |              |               |               |             |             |             |             |                  |                  |                |                |                |               |               |               |               |         |         |         |         |         |         |
| Denys Cwietkow | –            | –            | –            | –            | –                | –                | 59           | 56           | –             | –             | –           | –           | 49          | 47          | –                | –                | –              | –              | 75             | –             | –             | 41            | 39            |         |         |         |         |         |         |
| Jurij Janiuk | –            | –            | –            | –            | –                | –                | 64           | 60           | –             | –             | –           | –           | –           | –           | –                | –                | –              | –              | 69             | –             | –             | 38            | 37            |         |         |         |         |         |         |
| Anton Korczuk | –            | –            | –            | –            | –                | –                | 51           | 47           | –             | –             | –           | –           | 48          | 45          | –                | –                | –              | –              | –              | –             | –             | 24            | 35            |         |         |         |         |         |         |
| Dmytro Palijczuk | –            | –            | –            | –            | –                | –                | –            | –            | –             | –             | –           | –           | –           | –           | –                | –                | –              | –              | 78             | –             | –             | –             | –             |         |         |         |         |         |         |
| Mykoła Smyk | –            | –            | –            | –            | –                | –                | –            | –            | –             | –             | –           | –           | –           | –           | –                | –                | –              | –              | 76             | –             | –             | –             | –             |         |         |         |         |         |         |
| Włochy |              |              |              |              |                  |                  |              |              |               |               |             |             |             |             |                  |                  |                |                |                |               |               |               |               |         |         |         |         |         |         |
| Giovanni Bresadola | –            | –            | 31           | 20           | –                | –                | –            | –            | –             | –             | –           | –           | 17          | 15          | –                | –                | –              | –              | –              | –             | –             | –             | –             |         |         |         |         |         |         |
| Andrea Campregher | –            | –            | 51           | 45           | 27               | 27               | 28           | 29           | 72            | dsq           | –           | –           | 39          | 35          | –                | –                | –              | –              | 47             | 59            | 62            | –             | –             |         |         |         |         |         |         |
| Francesco Cecon | –            | –            | 19           | 26           | –                | –                | –            | –            | –             | –             | –           | –           | 19          | 27          | –                | –                | –              | –              | –              | –             | –             | –             | –             |         |         |         |         |         |         |
| Mattia Galiani | –            | –            | –            | –            | 36               | 35               | 44           | 49           | 53            | 59            | –           | –           | 35          | 36          | 41               | 35               | –              | –              | 42             | 33            | 43            | –             | –             |         |         |         |         |         |         |
| Alex Insam | –            | –            | 11           | 12           | –                | –                | –            | –            | –             | –             | –           | –           | 18          | 19          | 8                | 12               | –              | –              | 5              | –             | –             | –             | –             |         |         |         |         |         |         |
| Daniel Moroder | –            | –            | –            | –            | 42               | 40               | –            | –            | 34            | 36            | –           | –           | 43          | 38          | 44               | 40               | –              | –              | 53             | 41            | 55            | –             | –             |         |         |         |         |         |         |
| 1-3 4-30 poniżej 30 dns – Zawodnik zgłoszony, nie wystartował w konkursie. dsq – Zawodnik został zdyskwalifikowany w konkursie - – Zawodnik nie został zgłoszony do konkursu. |              |              |              |              |                  |                  |              |              |               |               |             |             |             |             |                  |                  |                |                |                |               |               |               |               |         |         |         |         |         |         |

## Klasyfikacja generalna
Stan po zakończeniu sezonu 2021/2022
| Miejsce | Zawodnik          | Występy | Punkty |
| ------- | ----------------- | ------- | ------ |
| 1.      | Francisco Mörth   | 14      | 817    |
| 2.      | Mika Schwann      | 12      | 756    |
| 3.      | Janni Reisenauer  | 8       | 650    |
| 4.      | Clemens Aigner    | 8       | 636    |
| 5.      | Jan Habdas        | 17      | 536    |
| 6.      | Markus Rupitsch   | 12      | 516    |
| 7.      | Marco Wörgötter   | 17      | 493    |
| 8.      | Clemens Leitner   | 14      | 489    |
| 9.      | Peter Resinger    | 15      | 451    |
| 10.     | Felix Hoffmann    | 9       | 450    |
| 11.     | Justin Lisso      | 12      | 449    |
| 12.     | Elias Medwed      | 10      | 405    |
| 13.     | Hannes Landerer   | 11      | 374    |
| 14.     | Luca Roth         | 13      | 331    |
| 15.     | André Fussenegger | 5       | 292    |
| 16.     | Maksim Bartolj    | 4       | 280    |
| 17.     | Maximilian Ortner | 8       | 263    |
| 18.     | Julijan Smid      | 11      | 261    |
| 19.     | Thomas Diethart   | 4       | 256    |
| 19.     | Stefan Rainer     | 6       | 256    |
| ...     |                   |         |        |